# Lampetis gemmifera
Lampetis gemmifera es una especie de escarabajo del género Lampetis, familia Buprestidae. Fue descrita científicamente por Laporte & Gory en 1837.